# Denny Laine
Denny Laine, vero nome Brian Frederick Hines (Birmingham, 29 ottobre 1944 – Naples, 5 dicembre 2023), è stato un cantautore e polistrumentista britannico.
Nel 1965-66 fu chitarrista e primo cantante di The Moody Blues, dopodiché incise due album con il gruppo Ginger Baker's Air Force, entrambi nel 1970, per poi l'anno seguente fondare i Wings con Paul e Linda McCartney. Da solo o assieme allo stesso Paul McCartney, Laine firmò vari brani del gruppo tra i quali il loro singolo di maggior successo: Mull of Kintyre (1977). Parallelamente alla sua militanza stabile nei Wings (1971-1981) pubblicò anche tre album a proprio nome e come solista proseguì la carriera anche dopo il loro scioglimento.
Colpito da COVID-19 nel 2022, subì in seguito vari interventi chirurgici per disturbi polmonari, tra cui uno pneumotorace. Grazie a una raccolta fondi per sostenere le sue cure lanciata da sua moglie Elizabeth Mele sulla piattaforma GoFundMe, il 27 novembre 2023 si tenne un concerto di beneficenza presso il night club Troubadour a West Hollywood. Il musicista morì una settimana dopo, la mattina del 5 dicembre 2023, a Naples, in Florida, per le complicazioni di un'interstiziopatia polmonare; aveva 79 anni.

## Discografia

### The Moody Blues
- The Magnificent Moodies (1965)
- An Introduction to The Moody Blues (2004)

### Ginger Baker's Air Force
- Ginger Baker's Air Force (1970)
- Ginger Baker's Air Force 2 (1970)

### Wings
- Wild Life (1971)
- Red Rose Speedway (1973)
- Band on the Run (1973)
- Venus and Mars (1975)
- Wings at the Speed of Sound (1976)
- Wings over America (1976)
- London Town (1978)
- Wings Greatest (1978)
- Back to the Egg (1979)
- Concerts for the People of Kampuchea (1981)
- Wingspan: Hits and History Compilation (2001)

### Paul McCartney
- Tug of War (1982)
- Pipes of Peace (1983)

### Come solista
- Ahh...Laine (1973)
- Holly Days (1977)
- Japanese Tears (1980)
- Anyone Can Fly (1982)
- Hometown Girls (1985)
- Wings On My Feet (1986)
- Lonely Road (1987)
- Master Suite (1988)
- All I Want Is Freedom (1990)
- Reborn (1996)
- Wings At The Sound Of Denny Laine (1996)
- Arctic Song (1998)

### Compilation
- In Flight (1984)
- Blue Nights (1994)
- Rock Survivor (1995)
- Danger Zone (1995)
- Go Now (1995)
- The Masters (1998)
- Reborn Again (2001)
- Spreading My Wings: The Ultimate Denny Laine Collection (2002)
- The Collection (Blue Nights/The Masters/Reborn) (2003)
- Send Me The Heart (2004)

### Altre partecipazioni
- McGear (1974)
- Wind In The Willows (1985)
- Electric Light Orchestra Friends and Relatives (1999)

### Bootleg
- Birmingham Boy (1982)
- Rock & Roll Jam Sessions (with Paul McCartney) (1994)
- 2 Buddies on Holly Days (with Paul McCartney; excerpts from Holly Days and a live performance on the Buddy Holly Week) (1990)